# Thamnobryum arbusculosum
Thamnobryum arbusculosum är en bladmossart som beskrevs av H. A. Miller, H. O. Whittier och B. Whittier 1978. Thamnobryum arbusculosum ingår i släktet rävsvansmossor, och familjen Neckeraceae. Inga underarter finns listade i Catalogue of Life.